# Australian Championships 1931 - Singolare maschile
Jack Crawford ha battuto in finale Harry Hopman con il punteggio di 6–4, 6–2, 2–6, 6–1.

## Teste di serie
1. Jack Crawford (Campione)
2. Harry Hopman (finalista)
3. Edgar Moon (quarti di finale)
4. Jack Cummings (semifinalista)

## Tabellone

### Legenda
| - Q = Qualificato - WC = Wild card - LL = Lucky loser | - ALT = Alternate - SE = Special Exempt - PR = Protected Ranking | - w/o = Walkover - r = Ritirato - d = Squalificato |

### Fase finale
|  | Quarti di finale | Quarti di finale | Quarti di finale | Quarti di finale | Quarti di finale | Quarti di finale | Quarti di finale |  |  | Semifinali      | Semifinali      | Semifinali      | Semifinali      | Semifinali   | Semifinali | Semifinali |   |   | Finale        | Finale        | Finale        | Finale | Finale | Finale | Finale |  |
|  |                  |                  |                  |                  |                  |                  |                  |  |  |                 |                 |                 |                 |              |            |            |   |   |               |               |               |        |        |        |        |  |
|  | 1                | Jack Crawford    | Jack Crawford    | 6                | 3                | 6                | 6                |  |  |                 |                 |                 |                 |              |            |            |   |   |               |               |               |        |        |        |        |  |
|  |                  | Clifford Sproule | Clifford Sproule | 0                | 6                | 0                | 3                |  |  | Jack Crawford   | Jack Crawford   | Jack Crawford   | Jack Crawford   | 6            | 6          | 12         |   |   |               |               |               |        |        |        |        |  |
|  |                  | Donald Turnbull  | 9                | 2                | 6                | 4                | 6                |  |  | Donald Turnbull | Donald Turnbull | Donald Turnbull | Donald Turnbull | 2            | 2          | 10         |   |   |               |               |               |        |        |        |        |  |
|  | 3                | Edgar Moon       | 7                | 6                | 3                | 6                | 2                |  |  |                 |                 |                 |                 |              |            |            |   |   | Jack Crawford | Jack Crawford | Jack Crawford | 6      | 6      | 2      | 6      |  |
|  | 2                | Harry Hopman     | Harry Hopman     | 5                | 6                | 6                | 6                |  |  |                 |                 | Harry Hopman    | Harry Hopman    | Harry Hopman | 4          | 2          | 6 | 1 |               |               |               |        |        |        |        |  |
|  |                  | Aubrey Willard   | Aubrey Willard   | 7                | 3                | 4                | 4                |  |  | Harry Hopman    | Harry Hopman    | Harry Hopman    | Harry Hopman    | 8            | 6          | 6          |   |   |               |               |               |        |        |        |        |  |
|  | 4                | Jack Cummings    | Jack Cummings    | Jack Cummings    | 6                | 6                | 6                |  |  | Jack Cummings   | Jack Cummings   | Jack Cummings   | Jack Cummings   | 6            | 2          | 4          |   |   |               |               |               |        |        |        |        |  |
|  |                  | Harry Hassett    | Harry Hassett    | Harry Hassett    | 2                | 2                | 4                |  |  |                 |                 |                 |                 |              |            |            |   |   |               |               |               |        |        |        |        |  |